# U-13 (1935)
U-13 — малая подводная лодка типа IIB, времён Второй мировой войны. Заказ на постройку был отдан 2 февраля 1935 года. Лодка была заложена на верфи судостроительной компании Deutsche Werke, Киль 20 июня 1935 года под заводским номером 248. Спущена на воду 9 ноября 1935 года. 30 ноября 1935 года принята на вооружение и, под командованием обер-лейтенанта Ганса-Геррита фон Штокхаузена вошла в состав 1-й флотилии.

## История службы
Совершила 9 боевых походов, потопила 9 судов (28 056 брт), повредила 3 судна (26 218 брт). Потоплена 31 мая 1940 года к юго-востоку от Лоустофта в точке с координатами 52°26′ с. ш. 02°02′ в. д. глубинными бомбами британского шлюпа «Уэстон». Все 26 членов экипажа были спасены.

### Первый и второй походы
25 августа 1939 года U-13 вышла из Вильгельмсхафена в свой первый боевой поход. Приказом было наблюдение за морскими перевозками в Северном море, однако 29 августа она была отозвана для подготовки к операции по установке минных заграждений.
С 31 августа U-boat прибыла в Вильгельмсхафен, и, после непродолжительной подготовки, 2 сентября вновь вышла в море в район Орфорд-Несс.
4 сентября с 03:02 до 04:04 U-13 установила 9 мин TMB. Непосредственно перед возвращением в Вильгельмсхафен 6 сентября, лодка ненадолго легла на грунт.
10 сентября 1939 года в 17:25 на этом минном поле подорвалось грузовое судно Magdapur (под командованием Артура Джорджа Диксона (англ. Arthur George Dixon)), затонув после этого за считанные минуты. Погибло 6 членов экипажа. Ещё 75 человека были спасены шлюпками и прибрежными судами из Олдборо.
10 сентября 1939 года на тех же минах подорвался пассажирский лайнер City of Paris, получив достаточно серьёзные повреждения. Один человек погиб. Судно было доставлено в Тилбури британскими буксирами Contest и Atlantic Cock, где и простояло месяц в ремонте, после чего вернулось в строй. С 1940 года по 1944 год использовалось как войсковое транспортное судно для переброски войск, а затем было вновь возвращено на гражданские линии.
24 сентября 1939 года очередное грузовое судно стало жертвой этого минного заграждения. В 01:00 подорвалось на мине Phryné. Весь экипаж был поднят спасателями из Олдборо, однако несколько человек были серьёзно ранены и отправлены в госпиталь.
Сама же U-13 с 11 сентября патрулировала Северное море. 2 октября так и не найдя целей лодка пришла в Киль.

### Третий поход
25 октября 1939 года U-13 вышла из Киля в третий поход в Северное море, имея приказ патрулировать вдоль восточного побережья Шотландии.
30 октября U-boat обнаружила отколовшееся от конвоя HX-5 грузовое судно Cairnmona (под командованием Фреда Вилкинсона Фэйрли (англ. Fred Wilkinson Fairley)), и в 22:50 атаковала его торпедами, потопив на расстоянии 3 миль (4,8 км) к востоку-северо-востоку от Раттрэй-Хед. Три члена экипажа погибли, капитан и ещё 41 человек были спасены британским дрифтером HMS River Lossie.
3 ноября лодка благополучно вернулась в Киль.

### Четвёртый и пятый походы
15 ноября 1939 года, после смены командира, U-13 вышла в море на боевое дежурство, вновь имея приказ патрулировать восточное побережье Шотландии.
19 ноября лодка обнаружила грузовое судно Bowling, и в 23:28 атаковала его. За одиночным попаданием торпедой G7a в носовую часть последовал мощный взрыв, разломивший судно надвое, и приведший к затоплению последнего за 40 секунд. Лодка зафиксировала уничтожение танкера примерно 2000 брт, соблюдавшего светомаскировку, на расстоянии 6 миль (9,7 км) к северу-северо-востоку от Лонгстоун, островов Фарн. Принято считать, что это и был Bowling, благодаря его характерному расположению машин и рубки в задней части корпуса.
25 ноября U-boat вернулась в Киль.
9 декабря, пополнив припасы и подготовившись, лодка вновь вышла в море для постановки минного заграждения возле Данди.
12 декабря, с 02:16 до 02:56 было установлено 9 мин TMB в устье реки Тей.
15 декабря U-13 успешно вернулась в Киль.
6 января 1940 года, утром, на этом заграждении подорвалось и было серьёзно повреждено грузовое судно City of Marseilles. Сразу после того, как лоцман прибыл на судно, под рубкой произошёл взрыв, заклинивший двигатели и вызвавший крен от 10 до 15° на правый борт. Команда начала эвакуацию, однако две шлюпки были уничтожены взрывом, а ещё одна перевернулась при спуске, сбросив в воду 14 человек, находившихся в ней. Погиб один член экипажа. Обнаруженные с аэроплана Lockheed Hudson (No. 224 Squadron RAF) выжившие были подобраны лоцманским катером и несколькими другими судами, находившимися неподалёку, а затем высажены в Брогти Ферри. На покинутое судно поднялись члены экипажа HMS Cranefly (FY 539) (Skipper H.B. Soames, RNR), HMS Sturton (FY 1595) и патрульного катера гавани HMS Suilven, а вскоре после этого на судно вернулись офицеры и лоцман. На следующий день оно было отбуксировано в Данди для временного ремонта. После этого оно своим ходом отправилось на базу Клайд для ремонта, который закончился в апреле 1940 года, и судно вернулось в строй.
6 февраля 1940 года на тех же минах подорвалось эстонское грузовое судно Anu (под командованием Йоханнеса Раудсоо (исп. Johannes Raudsoo)). Капитан, его жена и четыре члена экипажа погибли. Впоследствии в госпитале Данди умер от ожогов судовой кок.

### Шестой и седьмой походы
24 января 1940 года, после очередной смены командира, U-13 вышла на дежурство, вновь имея приказ патрулировать восточное побережье Шотландии.
31 января в 00:43 одиночной торпедой было атаковано грузовое судно Start (под командованием Джейкоба Бартманна Якобсена (англ. Jacob Bartmann Jacobsen)). После попадания судно мгновенно затонуло, унеся с собой всю команду. Выживших не было.
На следующий день, 1 февраля в 01:43 одиночной торпедой G7e было атаковано грузовое судно Fram, стоявшее на якоре возле буя Роузхёрти в заливе Абердур, Шотландия. 9 членов экипажа погибло. 14 выживших было подобрано HMS Khartoum (F45) и британским вооруженным траулером HMS Viking Deeps.
5 февраля лодка, окончив поход, пришла в Вильгельмсхафен.
16 февраля U-boat вновь вышла в море с приказом патрулировать район Шетландских и Оркнейских островов.
17 февраля, уже выйдя в море, U-13 получила приказ на один день сменить район патрулирования и отправиться в Йосингфьорд, Норвегия.
Этот поход, впрочем, был ничем не примечательным и 29 февраля лодка вернулась в Вильгельмсхафен.
2 марта U-13 совершила переход в Киль.

### Восьмой поход
25 марта 1940 года U-13 совершила обратный переход из Киля в Вильгельмсхафен.
31 марта, после непродолжительной подготовки, лодка вышла в боевой поход для поддержки сил вторжения в операции «Везерюбунг» (вторжение в Норвегию). Совместно с U-19, U-57, U-58 и U-59 составила Шестую Группу.
11 апреля U-13 получила приказ патрулировать воды в районе Оркнейских островов.
17 апреля U-boat обнаружила шедшее без сопровождения грузовое судно Swainby (под командованием Хью Томпсона (англ. Hugh Thompson)) и в 17:33 атаковала его. Одиночная торпеда попала в машинное отделение в кормовой части, и через 25 минут судно затонуло на расстоянии 25 миль (40 км) к северу от Макл-Флагга, Шетландские острова. Капитан и все 37 членов экипажа высадились на берег в заливе Норвик на Ансте.
19 апреля U-13 зашла в Берген для пополнения припасов и текущего ремонта, и, 21 апреля, вновь вышла в патруль по поддержке операции «Везерюбунг».
26 апреля в 00:28 лодка атаковала шедшее без сопровождения грузовое судно Lily, и поразила его одной торпедой. Однако детонации не произошло. В 01:17 повторная атака привела к попаданию торпеды в носовую часть, которую просто оторвало от судна. Нанесенные повреждения привели к затоплению судна за 45 секунд. Lily был объявлен пропавшим без вести после выхода судна из Керкуолла с призовой командой на борту (один офицер и пять матросов). Вместе с судном погибли все 24 человека на борту — выживших не оказалось.
26 апреля в 01:29 U-boat атаковала танкер Scottish American к западу от пролива Пентленд-Ферт. Попадание одной торпедой привело к пожару на борту судна. Выстрелив своей последней торпедой, лодка оставила судно, когда носовая часть уже погрузилась под воду, однако британские корабль-ловушка HMS Looe (X63) и абордажное судно HMT Northern Reward под прикрытием HMS Delight (H38), HMS Diana (H49) и HMS Imperial (D09) смогли отбуксировать его в Лох-Эриболл. К 2 мая 8200 тонн нефти были перекачаны на британский танкер Oil Pioneer. 5 мая, за четыре дня, Scottish American было доставлено буксиром HMS St. Mellons (W81) в сопровождении HMS Juniper (T123) в устье реки Тайн. Ремонт в Норт-Шилдс завершился в августе 1940 года и судно вернулось в строй.
2 мая U-13, благополучно завершив все задачи, возвратилась в Киль.

### Девятый поход и судьба
26 мая 1940 года U-13 вышла из Киля в свой девятый и последний поход.
31 мая в Северном море на расстоянии 11 миль (18 км) к юго-востоку от Лоустофт в точке с координатами 52°26′ с. ш. 02°02′ в. д. была уничтожена глубинными бомбами британского шлюпа HMS Weston (L72). Все 26 членов экипажа были спасены.

## Командиры
- 30 ноября 1935 года — 30 сентября 1937 года — обер-лейтенант цур зее (с 1 апреля 1936 года капитан-лейтенант) Ганс-Геррит фон Штокхаузен (нем. Oberleutnant zur See Hans-Gerrit von Stockhausen) (Кавалер Рыцарского Железного креста)
- 1 октября 1937 года — 5 ноября 1939 года — обер-лейтенант цур зее (с 1 августа 1938 года капитан-лейтенант) Карл Даублебски фон Эйчхайн (нем. Oberleutnant zur See Karl Daublebsky von Eichhain)
- 6 ноября 1939 года — 2 января 1940 года — капитан-лейтенант Гейнц Шерингер (нем. Kapitänleutnant Heinz Scheringer)
- 16 декабря 1939 года — 28 декабря 1939 года — обер-лейтенант цур зее Вольфганг Лют (нем. Oberleutnant zur See Wolfgang Lüth) (Кавалер Рыцарского Железного креста)
- 3 января 1940 года — 31 мая 1940 года — обер-лейтенант цур зее Макс-Мартин Шульте (нем. Oberleutnant zur See Max-Martin Schulte)

## Флотилии
- 30 ноября 1935 года — 31 мая 1940 года — 1-я флотилия

## Потопленные суда
| Название           | Тип                 | Принадлежность | Дата                  | Тоннаж (брт) | Груз                                          | Судьба                 | Место                    |
| ------------------ | ------------------- | -------------- | --------------------- | ------------ | --------------------------------------------- | ---------------------- | ------------------------ |
| Magdapur           | грузовое судно      | Великобритания | 10 сентября 1939 года | 8 641        | в балласте                                    | потоплен (мина)        | 52°11′ с. ш. 1°43′ в. д. |
| City of Paris      | пассажирский лайнер | Великобритания | 16 сентября 1939 года | 10 902       | ?                                             | повреждён (мина)       | 51°14′ с. ш. 1°43′ в. д. |
| Phryné             | грузовое судно      | Франция        | 24 сентября 1939 года | 2 660        | уголь                                         | потоплен (мина)        | 52°09′ с. ш. 1°43′ в. д. |
| Cairnmona          | грузовое судно      | Великобритания | 30 октября 1939 года  | 4 666        | генеральный груз, включая шерсть, медь, злаки | потоплен (конвой HX-5) | 57°38′ с. ш. 1°45′ з. д. |
| Bowling            | грузовое судно      | Великобритания | 19 ноября 1939 года   | 793          | генеральный груз                              | потоплен               | 55°45′ с. ш. 1°35′ з. д. |
| City of Marseilles | грузовое судно      | Великобритания | 6 января 1940 года    | 8 317        | генеральный груз, джут                        | повреждён (мина)       | 56°41′ с. ш. 2°04′ з. д. |
| Start              | грузовое судно      | Норвегия       | 31 января 1940 года   | 1 168        | 1478 тонн угля                                | потоплен               | 57°25′ с. ш. 1°35′ з. д. |
| Fram               | грузовое судно      | Швеция         | 1 февраля 1940 года   | 2 491        | в балласте                                    | потоплен               | 57°43′ с. ш. 2°06′ з. д. |
| Anu                | грузовое судно      | Эстония        | 6 февраля 1940 года   | 1 421        | генеральный груз                              | потоплен (мина)        | 56°41′ с. ш. 2°04′ з. д. |
| Swainby            | грузовое судно      | Великобритания | 17 апреля 1940 года   | 4 935        | в балласте                                    | потоплен               | 61°00′ с. ш. 0°50′ з. д. |
| Lily               | грузовое судно      | Дания          | 26 апреля 1940 года   | 1 281        | китайский фарфор                              | потоплен               | 58°30′ с. ш. 5°03′ з. д. |
| Scottish American  | танкер              | Великобритания | 28 апреля 1940 года   | 6 999        | 9491 тонны нефти                              | повреждён              | 58°41′ с. ш. 4°40′ з. д. |